# 김수광
김수광(金秀光, 1941년 3월 27일 ~ )은 대한민국의 제4·5대 경상북도의원이다.

## 학력
- 남정국민학교 졸업
- 대건중학교 졸업
- 대성고등학교 졸업
- 포항수산대학교 중퇴

### 비학위 수료
- 대구대학교 사회개발대학원 수료

## 경력
- 영덕청년회의소 제5대 회장
- 특우회 제4대 회장
- 새마을금고 연합회 영덕군 지회장
- 영덕 새마을금고 이사장
- 경상북도 체육회 이사
- 영덕군 체육회 실무 부회장
- 남정초등학교 총동창회 부회장
- 영덕중학교 체육후원회 회장
- 영덕종합고등학교 체육후원회 회장
- 대구대학교 총동창회 이사
- 대구지방법원 영덕지원 조정위원
- 대구지검 영덕지청 청소년 선도위원
- 포항상공회의소 제11·12·13·14대 의원
- 한국자유총연맹 영덕군 지부장
- 주식회사 영신관광 대표이사
- 주식회사 영신화물 대표이사
- 김해김씨 영덕군 종친회 청년회장
- 새마을운동 영덕군지회 자원봉사단
- 대구·경북 지방자치학회 고문
- 도의회 국제친선의원연맹 초대 회장
- 사단법인 갱생보호회 영덕군 협의회장
- 민주평화통일자문회의 운영위원
- 1991.07 ~ 1995.06 제4대 경상북도의회 의원
- 1991.07 ~ 1993.07 제4대 경상북도의회 전반기 건설위원회 위원
- 1991.07 ~ 1993.07 제4대 경상북도의회 전반기 의회운영위원회 위원장
- 1991.07 ~ 1993.07 제4대 경상북도의회 전반기 예산결산특별위원회 위원
- 1992.09 ~ 1995.06 제5대 경상북도의회 도청이전추진특별위원회 위원장
- 1993.07 ~ 1995.06 제4대 경상북도의회 후반기 부의장
- 1993.07 ~ 1995.06 제4대 경상북도의회 후반기 산업위원회 위원
- 1995.07 ~ 1998.06 제5대 경상북도의회 의원
- 1995.07 ~ 1996.12 제5대 경상북도의회 전반기 의장
- 1997.01 ~ 1998.06 제5대 경상북도의회 후반기 산업관광위원회 위원

## 수상
- 대통령 새마을표창 수상

## 역대 선거 결과
|  | 65.3% |

|  | 49.65% |

|  | 37.18% |

|  | 22.4% |